# Camelia Macoviciuc
Camelia Macoviciuc-Mihalcea (Hudești, 1 maart 1968) was een Roemeense roeister. Macoviciuc heeft zowel deelgenomen aan het lichtgewicht roeien als de dubbel-twee.
Macoviciuc haalde haar grootste successen in het lichtgewicht roeien. Tijdens de Olympische Zomerspelen 1996 won Macoviciuc samen met Constanța Burcică de gouden medaille in de lichte dubbel-twee. Daarnaast won Macoviciuc wederom samen met Constanța Burcică de wereldtitel in de lichte dubbel-twee in 1999.

## Resultaten
- Wereldkampioenschappen roeien 1995 in Tampere 17e lichte lichte dubbel-twee
- Wereldkampioenschappen roeien 1996 in Glasgow  lichte twee-zonder
- Olympische Zomerspelen 1996 in Atlanta  in de lichte dubbel-twee
- Wereldkampioenschappen roeien 1997 in Chambéry  lichte dubbel-twee
- Wereldkampioenschappen roeien 1998 in Keulen  lichte dubbel-twee
- Wereldkampioenschappen roeien 1999 in St. Catharines  lichte dubbel-twee
- Wereldkampioenschappen roeien 2003 in Milaan  lichte dubbel-twee
- Olympische Zomerspelen 2004 in Athene 5e in de dubbel-twee

1996: Constanța Burcică & Camelia Macoviciuc ·
2000: Constanța Burcică & Angela Alupei ·
2004: Constanța Burcică & Angela Alupei ·
2008: Marit van Eupen & Kirsten van der Kolk ·
2012: Katherine Copeland & Sophie Hosking  ·
2016: Ilse Paulis & Maaike Head ·
2020: Valentina Rodini & Federica Cesarini ·
2024: Emily Craig & Imogen Grant